# Ioan a lui George I. Șteț
Ioan a lui George I. Șteț (n. 1885, Săpânța – d. 1948, Săpânța) a fost un deputat în Marea Adunare Națională de la Alba Iulia, organismul legislativ reprezentativ al „tuturor românilor din Transilvania, Banat și Țara Ungurească”, cel care a adoptat hotărârea privind Unirea Transilvaniei cu România, la 1 decembrie 1918.

## Biografie
Ioan a lui George I. Șteț a fost delegat al cercului electoral Teceu. A fost și membru al Sfatului Național Săpânța și al Gărzii Naționale. A decedat la Săpânța în anul 1948.